# 1853年大西洋飓风季
1853年大西洋飓风季包含八个确定存在但都没有登陆的热带气旋。气象机构在实际操作中认定11月26日多明尼加共和国上空还有第九场热带风暴存在，但美国国家飓风中心飓风数据库（大西洋飓风官方数据库）没有列入。第一号热带风暴是本季第一个天气系统，于8月5日出现。最后一个气旋是第八号飓风，于10月22日失去踪影，都在大西洋盆地每年绝大多数热带天气活动的时间范围内，飓风季中共两次有多个气旋同时存在。由于缺乏数据，八场风暴中有四场的路径已无从考证，只能确认气旋曾在某位置经过，所以无法提供详细信息。
全季八个热带气旋中有半数达到飓风标准，并且其中两个还成为大型飓风，即在现代萨菲尔-辛普森飓风等级下达到三级或以上强度。第三号飓风的最高强度达每小时240公里，已属四级飓风标准，最低气压低至924毫巴（百帕，27.3英寸汞柱），创下大西洋盆地热带气旋强度的新纪录，直到70余年后才被1924年古巴飓风超越。这场飓风在北卡罗莱纳州近海导致一艘双桅船失踪，致使40人遇难。第五号热带风暴虽然一直都在海上移动没有登陆，但还是在墨西哥韦拉克鲁斯产生狂风。第八号飓风在佛罗里达州北部和乔治亚州产生狂风大浪，乔治亚州因此受灾严重。

## 风暴

### 第一号飓风
帆船于8月5日在百慕大以东约410公里、北纬33.5°，西经69.2°附近海域遇到时速95公里大风。大西洋飓风数据库中之后把这场风暴列为本季第一号热带风暴，但除此以外没有更详细的数据

### 第二号飓风
第二号热带风暴的中心曾于8月10日在巴巴多斯附近经过，但气旋强度偏弱，最大持续风速只达到每小时75公里，除这一点外，其完整移动路线也已不可考。

### 第三号飓风
气象学家威廉·雷德菲尔德（William C. Redfield）于8月30日在佛得角以南海域发现本季第三号热带风暴，这也是有纪录以来第一个佛得角型飓风。气旋起初朝西北偏西移动并逐渐增强，于9月1日成为飓风。接下来两天里，风暴又有显著强化，于9月2日清晨达到二级飓风标准。9月3日，气旋增强成四级飓风，达到最大持续风速每小时240公里的最高强度，“赫尔曼号”（Hermann）桅帆船不久后测得低至924毫巴（百帕，27.3英寸汞柱）的气压值，创下大西洋飓风最高强度纪录，直到70余年后才被达到五级飓风标准，气压低至910毫巴（百帕，27英寸汞柱）的1924年古巴飓风打破。虽然1846年哈瓦那飓风强度可能更高，但飓风数据库中的正式纪录是从1851年开始，所以不计在内。
9月5日，飓风已在蜿蜒向西北前进期间开始减弱。9月7日清晨，气旋转向北上，在南卡罗莱纳州查尔斯顿以东约550公里海域经过，强度降至三级飓风标准。风暴当天经过北卡罗莱纳州近海，外围雨带在该州南部沿海地区降下暴雨。9月7日，“阿尔伯马尔号”（Albermarle）双桅船在海上失踪，船上40人之后推定均已溺毙。风暴回转向东北偏东移动并继续稳步消退，到9月9日已减弱成一级飓风。9月10日，气旋中心行进至亚速尔群岛弗洛雷斯岛西北偏北约845公里洋面，此后便失去踪影。

### 第四号飓风
9月8日，“吉尔伯特·加拉廷号”（Gilbert Gallatin）船只在海上遇到本季第四号飓风，风暴中心位于第三号飓风以东约1600公里海域。经初步观测，气旋的持续风速达到每小时185公里，已属三级飓风标准。另有多艘船只在海上遭遇这场风暴，表明飓风是朝东北方向移动。9月10日，气旋风速降至每小时165公里，成为二级飓风。最终“约瑟芬号”（Josephine）船只在亚速尔群岛格拉西奥萨岛东北偏北约990公里洋面遇到风暴，此后气旋便失去踪影。

### 第五号飓风
9月21日，第五号热带风暴在北纬20°、西经95°的坎佩切湾内经过，“埃利兹号”（Elize）和“克里奇顿号”（Crichton）当天抵达墨西哥韦拉克鲁斯期间都遇到强烈北风。虽然气旋中心位于海上，但韦拉克鲁斯的风力非常强劲，这可能是因为受到东马德雷山脉的漏斗效应影响。除此以外，这场风暴的路径信息已不可考。

### 第六号飓风
9月26日，百慕大东南方向出现本季第六场热带风暴。气旋起初向西北偏北前进，再于9月27日转向东北偏北绕过百慕大，并于当天强化成飓风。“塞缪尔和爱德华号”（Samuel and Edward）双桅横帆船于9月2日遇到飓风，所测风速为每小时130公里，气象部门经评估认定这也是风暴的最大持续风速。此后到9月30日止，气旋的移动路线形成环形。10月1日，风暴蜿蜒向东北前进，最终在百慕大东北方向约950公里洋面经过后失去踪影。

### 第七号飓风
坦尼希尔和另一名气象学家爱德华·加里奥特（Edward B. Garriott）都认为，第七号热带风暴曾于9月28日在佛得角以西，北纬15°、西经37°附近洋面经过。观测数据表明风暴最大持续风速达到每小时95公里，但除此外的强弱变化及移动路线信息不明。

### 第八号飓风
10月19日，“爱德华号”（Edward）三桅帆船在大巴哈马岛以北约80公里海域遇到飓风。10月19至20日，另外还有多艘船只遭遇这场风暴。气旋缓慢向西北偏北前进并逐渐增强，于10月20日达到风力时速165公里的最高强度，属二级飓风标准，多艘船只测得的最低气压为996毫巴（百帕，29.4英寸汞柱）。10月21日，风暴强度回落至一级飓风水平，然后转向东北偏北，所以没有在美国东南部登陆。10月22日，气旋中心行进至南卡罗莱纳州查尔斯顿东南偏东方向约130公里洋面，此后便不知所踪。
狂风和强烈潮汐共同影响，导致佛罗里达州杰克逊维尔的码头和沿海地区街道被淹。据“威廉·加斯顿号”（William Gaston）船只的船长托马斯·肖（Thomas E. Shaw）所述，乔治亚州格林县的布伦瑞克（Brunswick）受到风暴产生的阵风重创。布伦瑞克铁路公司一间发动机房被夷平，还有一间大型棉花棚、一家铁匠铺和一套新盖的木屋被推倒，另有多幢建筑受损。新建的铁路码头被冲走，残留部分在在港口漂流。海上有许多船只失事，其中包括“·默瑟号”（W. Mercer）、“··平克林号”（G. W. Pickering）、“玛丽·安号”（Mary Ann）和“蒸汽播种人号”（Steamer Planter）帆船。此外，“詹姆斯·豪斯号”（James House）还报称在海上遇到“完美飓风”。

### 其他风暴
除上述五个热带气旋外，本季另外三场风暴缺乏相应纪录，无法确知其移动路线，只知气旋一度经过某个位置。“··博文号”（W.B. Bowen）帆船于8月5日在百慕大以东约410公里、北纬33.5°，西经69.2°附近海域遇到时速95公里大风。大西洋飓风数据库中之后把这场风暴列为本季第一号热带风暴，但除此以外没有更详细的数据。